# Rudiarius
Il termine latino rudiarius deriva dal rudis, la spada di legno che serviva per esercitarsi ai combattimenti nell'arena delle scuole dei gladiatori.
Se i gladiatori avevano ben combattuto nell'arena, dopo qualche tempo veniva loro concesso il congedo o dal sopraintendente ai giochi (ludi) o dal maestro della scuola che consegnavano loro il rudis: una ricompensa simbolica che implicava la concessione della libertà a quelli che avevano scelto volontariamente di combattere nell'arena. Infatti i gladiatori nella condizione di schiavi non ottenevano la libertà ma semplicemente la possibilità di non essere più obbligati a combattere. Per ottenere la piena libertà questi dovevano ottenere dal pretore il pileus (pileo), un berretto di lana bianca simbolo dell'affrancazione.

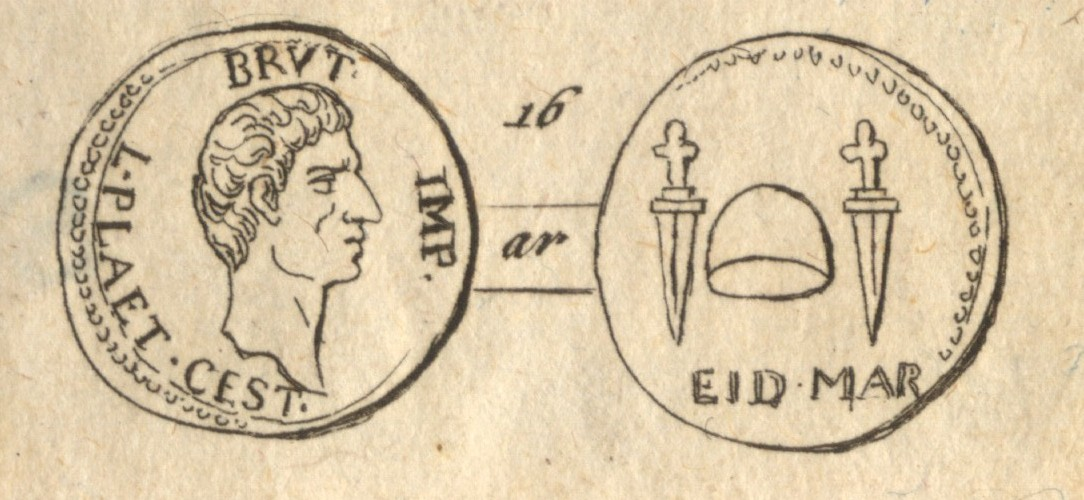
43-42 a.C. - Bruto - Denario
Diritto BRVT IMP L PLAET CEST, testa di Bruto dx.;
Rovescio:- EID MAR, pileo tra due pugnali.
da Eckhel

Accadeva che i rudiarii per avidità di guadagno tornassero nell'arena a combattere come testimonia Svetonio che racconta come Tiberio offrì al popolo romano due combattimenti di gladiatori: uno in onore di suo padre e un altro per celebrare il suo avolo Druso: in quest'ultimo gioco riuscì a far tornare a combattere dei valenti ed esperti rudiarii promettendo loro una ricompensa di 100.000 sesterzi. In alternativa, i rudiari tornavano nelle scuole gladiatorie come Doctores (o Magistri), stipendiati dal lanista come addestratori delle reclute.

### Esplicative
1. ↑  Ne parlano Polibio, 10.20 e Livio, 26.51, riferendosi all'addestramento dei soldati di Scipione l'Africano in Spagna (III sec. a.C.), e Vegezio, 1.11 definendolo clava (V sec. d.C.)

### Bibliografiche
1. ↑   Stancovich P, Dello anfiteatro di Pola [...] e di alcune epigrafi e figurine inedite dell'Istria, con 8 tavole, 1822,  p. 90.
2. ↑  Svetonio, Tiberio.
3. ↑   Pozzoli G [et al.], Dizionario d'ogni mitologia e antichità, vol. 5, Batelli, 1824,  p. 372.

### Fonti primarie
- (LA) Gaio Svetonio Tranquillo, Vite dei Cesari.

### Fonti secondarie
- Augenti D, Spettacoli del Colosseo: nelle cronache degli antichi, Roma, L'erma di Bretschneider, 2001.
- Guidi F, Morte nell'arena : Storia e leggenda dei gladiatori, Mondatori, 2006, ISBN 88-04-55132-1.
- Jacobelli L, Gladiatori a Pompei, Roma, L'"Erma" di Bretschneider, 2003, ISBN 88-8265-215-7.
- Meijer F, Un giorno al Colosseo : il mondo dei gladiatori, Laterza, 2006, ISBN 88-420-8158-2.
- Nossov K, Gladiatori: Sangue e spettacolo nell’antica Roma, Gorizia, 2010  [2005].
- Paolucci F, Gladiatori : I dannati dello spettacolo, Giunti, 2003.